# 제1급
제1급 또는 프라이머리(primary)는 유기화학에서 다양한 유형의 화합물(알콜, 아민 등)이나 반응성 중간체(카르보카티온 등)를 분류하기 위해 사용되는 용어이다.
|                    | 빨간색은 여러 화합물 그룹의 핵심 원자를 강조한 것. |                 |                 |                 |
|                    | 제1급(프라이머리)                                  | 제2급(세컨더리) | 제3급(터시어리) | 제4급(쿼터너리) |
| 알케인의 탄소 원자 |                                                    |                 |                 |                 |
| 알코올             |                                                    |                 |                 | 존재하지 않음   |
| 아민               |                                                    |                 |                 |                 |
| 아마이드           |                                                    |                 |                 | 존재하지 않음   |
| 포스핀             |                                                    |                 |                 |                 |

## 같이 보기
- 제2급
- 제3급
- 제4급